# Cross Vegas 2015
De 9e editie van de Cross Vegas werd gehouden op 16 september 2015 in Las Vegas. De wedstrijd maakte deel uit van de wereldbeker veldrijden 2015-2016. De Belg Wout van Aert wist de koers overtuigend te winnen en was daarmee de eerste leider in het wereldbekerklassement. Het was de eerste keer dat de cross opgenomen was in de Wereldbeker.

## Mannen elite

### Uitslag
| Plaats  | Naam                   | Ploeg                         | Tijd     |
| ------- | ---------------------- | ----------------------------- | -------- |
| Winnaar | Wout van Aert          | Vastgoedservice-Golden Palace | 1u07'00" |
| 2       | Sven Nys               | Crelan-AA Drink               | + 23"    |
| 3       | Michael Vanthourenhout | Sunweb-Napoleon Games         | + 44"    |
| 4       | Lars van der Haar      | Giant-Alpecin                 | + 52"    |
| 5       | Kevin Pauwels          | Sunweb-Napoleon Games         | z.t.     |
| 6       | Jeremy Powers          | Aspire Racing                 | + 54"    |
| 7       | Laurens Sweeck         | ERA Real Estate-Murprotec     | + 1'30"  |
| 8       | Jens Adams             | Vastgoedservice-Golden Palace | + 1'40"  |
| 9       | Corné van Kessel       | Telenet-Fidea                 | + 1'48   |
| 10      | Gianni Vermeersch      | Sunweb-Napoleon Games         | z.t.     |

| Pos. | Punten | Pos. | Punten |
| ---- | ------ | ---- | ------ |
| 1    | 200    | 27   | 33     |
| 2    | 160    | 28   | 32     |
| 3    | 140    | 29   | 31     |
| 4    | 120    | 30   | 30     |
| 5    | 110    | 31   | 29     |
| 6    | 100    | 32   | 28     |
| 7    | 90     | 33   | 27     |
| 8    | 80     | 34   | 26     |
| 9    | 70     | 35   | 25     |
| 10   | 60     | 36   | 24     |
| 11   | 58     | 37   | 23     |
| 12   | 56     | 38   | 22     |
| 13   | 54     | 39   | 21     |
| 14   | 52     | 40   | 20     |
| 15   | 50     | 41   | 19     |
| 16   | 48     | 42   | 18     |
| 17   | 46     | 43   | 17     |
| 18   | 44     | 44   | 16     |
| 19   | 42     | 45   | 15     |
| 20   | 40     | 46   | 14     |
| 21   | 39     | 47   | 13     |
| 22   | 38     | 48   | 12     |
| 23   | 37     | 49   | 11     |
| 24   | 36     | 50   | 10     |
| 25   | 35     | 51-  | 5      |
| 26   | 34     |      |        |

### Stand wereldbeker
Na 1 wedstrijd (Cross Vegas) was dit de stand voor de Wereldbeker:
| Plaats | Naam                   | Ploeg                         | Punten |
| ------ | ---------------------- | ----------------------------- | ------ |
| 1      | Wout van Aert          | Vastgoedservice-Golden Palace | 80     |
| 2      | Sven Nys               | Crelan-AA Drink               | 70     |
| 3      | Michael Vanthourenhout | Sunweb-Napoleon Games         | 65     |
| 4      | Lars van der Haar      | Giant-Alpecin                 | 60     |
| 5      | Kevin Pauwels          | Sunweb-Napoleon Games         | 55     |
| 6      | Jeremy Powers          | Aspire Racing                 | 50     |
| 7      | Laurens Sweeck         | ERA Real Estate-Murprotec     | 48     |
| 8      | Jens Adams             | Vastgoedservice-Golden Palace | 46     |
| 9      | Corné van Kessel       | Telenet-Fidea                 | 44     |
| 10     | Gianni Vermeersch      | Sunweb-Napoleon Games         | 42     |

 Cross Vegas · 
 Cauberg Cyclocross · 
 Duinencross · 
 Citadelcross · 
 GP Eric De Vlaeminck · 
 Lignières-en-Berry Cyclo-cross · 
 GP Adrie van der Poel